# Dactylogyridea
Dactylogyridea zijn een orde van parasitaire platwormen (Plathelmintes).

## Taxonomie
De volgende families zijn bij de orde ingedeeld:
- Amphibdellatidae Carus, 1885
- Ancylodiscoididae Gusev, 1961
- Calceostomatidae Parona & Perugia, 1890
- Dactylogyridae Bychowsky, 1933
- Diplectanidae Monticelli, 1903
- Fridericianellidae Gupta & Sachdeva, 1990
- Iagotrematidae Mañe-Garzon & Gil, 1962
- Neocalceostomatidae Lim, 1995
- Neotetraonchidae Bravo-Hollis, 1968
- Protogyrodactylidae Johnston & Tiegs, 1922
- Pseudodactylogyridae
- Pseudomurraytrematidae Kritsky, Mizelle & Bilqees, 1978
- Tetraonchidae Monticelli, 1903
- Urogyridae Bilong Bilong, Birgi & Euzet, 1994
- Ancyrocephalidae Bychowsky, 1937